# Парламентские выборы в Науру (2016)
Парламентские выборы в Науру прошли 9 июля 2016 года. Президент Науру Барон Вака распустил парламент Науру 10 июня 2016 года после завершения трёхлетнего срока. Спикер парламента Людвиг Скотти назначил новые выборы на 9 июля 2016 года. Выдвижение кандидатов проходило с 19 по 25 июня 2016 года.

## Контекст выборов
На предыдущих парламентских выборах 2013 года президентом был избран представитель тогдашней оппозиции Барон Вака. Период с 2013 по 2016 годы характеризовался значительным политическим напряжением. Оппозиция обвиняла правительство в диктаторских замашках.

## Избирательная система
19 членов парламента избираются прямым всеобщим голосованием в 8 многомандатных округах по системе преференциального голосования по версии подсчёта Дауэлла, когда избиратель должен распределить кандидатов по порядку своего предпочтения. При этом первый кандидат получает 1 голос, второй — ½ (0,5) голоса, третий — ⅓ (0,33) голоса и так далее.
Голосование обязательно для всех граждан старше 20 лет. В стране не существует политических партий, однако после выборов в парламенте формируется большинство и оппозиция. Депутаты избирают президента страны.

## Итоги
Правительство сохранило 11 из 12 мест парламента за исключением того, что спикер парламента Людвиг Скотти проиграл выборы. В свою очередь уходящая оппозиция сохранила лишь 2 из 7 мест, включая Кирена Кеке и Риделла Акуа. Единственной избранной женщиной в парламенте оказалась Шармэн Скотти.
Парламент впервые собрался 13 июля 2016 года. Новые депутаты присоединились к президентскому большинству, что позволило Барону Вака легко переизбраться президентом с результатом в 16 голосов против 2 у соперника - Ридделл Акуа. Сирил Бураман был избран спикером парламента. Позже вновь избранный депутат Шён Оппенгеймер присоединился к оппозиции, увеличив количество оппозиционных депутатов до 3.